# Rufus Brevett
Rufus Brevett (Derby, 24 settembre 1969) è un allenatore di calcio ed ex calciatore inglese, di ruolo difensore.

## Carriera

### Giocatore
Esordisce tra i professionisti nella stagione 1988-1989, all'età di 19 anni, con il Doncaster, club in cui già aveva militato nelle giovanili; rimane in squadra fino al febbraio del 1991 totalizzando complessivamente 109 presenze e 3 reti nella quarta divisione inglese, fino a quando non viene ceduto per 150000 sterline (all'epoca la cifra più alta mai incassata dal club per la cessione di un suo giocatore) al QPR, club di prima divisione. Brevett rimane agli Hoops fino al termine della stagione 1997-1998, totalizzandovi complessivamente 153 presenze ed una rete in incontri di campionato. In particolare, dal febbraio del 1991 al termine della stagione 1995-1996 gioca per cinque stagioni e mezzo in prima divisione, trascorrendo poi il biennio 1996-1998 in seconda divisione.
Nell'estate del 1998 viene ceduto al Fulham, in terza divisione: qui nell'arco di tre stagioni vince due campionati (il 1998-1999 ed il 2000-2001), ritrovandosi così all'inizio della stagione 2001-2002 nuovamente in prima divisione, a sei anni di distanza dalla sua ultima apparizione in tale categoria; la stagione si conclude per i Cottagers con un tredicesimo posto in classifica, sufficiente a qualificarsi alla Coppa Intertoto UEFA 2002, torneo che peraltro viene vinto dal club, che di conseguenza partecipa anche alla Coppa UEFA 2002-2003. Nell'estate del 2003, dopo una rete in 175 partite di campionato con il Fulham, Brevett viene ceduto al West Ham Utd, con cui retrocede dalla prima alla seconda divisione, categoria in cui gioca quindi nella stagione 2004-2005 e successivamente anche nella stagione 2005-2006, nella quale si divide tra il Plymouth (13 presenze) ed un prestito al Leicester City (una presenza). Si ritira infine nel 2007, dopo una stagione trascorsa in Football Conference (quinta divisione e più alto livello calcistico inglese al di fuori della Football League) all'Oxford Utd.
In carriera ha totalizzato complessivamente 476 presenze e 6 reti nei campionati della Football League.

### Allenatore
Tra il 2008 ed il 2013 lavora come vice del Bedfont, club della Combined Counties League (nona divisione); successivamente sostituisce Zema Abbey sulla panchina dell'Arlesey Town, club di Southern Football League (settima divisione), restando alla guida del club fino al dicembre del 2014. Dal febbraio del 2015 al termine della stagione 2015-2016 è invece vice del Banbury Utd. Successivamente allena l'Hanworth Villa, club di Combined Counties League, dall'inizio della stagione 2016-2017 fino al dicembre del 2018.

## Palmarès

### Giocatore

#### Competizioni nazionali
- Campionato inglese di seconda divisione: 1

Fulham: 2000-2001
- Campionato inglese di terza divisione: 1

Fulham: 1998-1999

#### Competizioni internazionali
- Coppa Intertoto UEFA: 1

Fulham: 2002